# 伊宁东站
伊宁东站，位于中华人民共和国新疆维吾尔自治区伊犁哈萨克自治州伊宁县，是精伊霍铁路上的火车站，建于2010年，由乌鲁木齐铁路局霍尔果斯站管辖。

## 車站周邊
- 伊宁县人民医院
- 伊犁华蓝中小企业创业园
- 伊宁县道路运输管理局
- 伊宁县公安局
- 伊宁县二中
- 伊宁县体育中心

## 歷史
- 建于2010年。

## 外部連結
- 中国铁路客户服务中心（页面存档备份，存于）